# Christian Dieden

Christian Dieden, † 1898

Christian Dieden (1810–1898). Photographie von Junk & Schultz, Berlin. um 1874.

Christian Dieden (* 10. Dezember 1810 in Ürzig; † 28. Dezember 1898 ebenda) war ein preußischer Jurist, Politiker und Alterspräsident des Reichstages.

## Leben
Christian Dieden wurde als Sohn des Winzers Anton Dieden (* 1779 Bernkastel; † unbekannt) und dessen Ehefrau Anna Margaretha Mack (* 1783 Erden; † unbekannt) in Ürzig geboren. Er wurde später Bürgermeister von Ürzig, gehörte als Mitglied der Zentrumspartei dem Preußischen Abgeordnetenhaus an. Dem Abgeordnetenhaus gehörte er von 1853 bis 1855 an, erneut von 1860 bis 1861 und schließlich von 1873 bis 1898. Er war als Abgeordneter des Wahlkreises Regierungsbezirk Trier 2 (Wittlich - Bernkastel) von 1874 bis 1898 Mitglied des deutschen Reichstags, dessen konstituierende Sitzung am 4. Juli 1893 er als Alterspräsident leitete. Als Beruf wurde in den Reichstagsprotokollen zunächst „Kaufmann und Weingutsbesitzer“ und ab 1881 „Rentner und Weingutsbesitzer“ angegeben.
Dieden heiratete 1843 in Ürzig Catharina Nicolai (* 1814 in Ürzig; † unbekannt). Da er und sein Bruder Peter Maternus Dieden (* 1812 in Ürzig; † unbekannt) keine Kinder hinterließen, vermachten sie ihr Vermögen zwecks Errichtung eines Klosters mit Kapelle, Kinderverwahrschule, Altenpflegeheim und zur Krankenpflege der katholischen Pfarrgemeinde Ürzig. Das Kloster selbst besteht nicht mehr. Die Gebäude werden heute als Altenheim St. Josef durch die Caritas genutzt.